# Denis Halilović
Denis Halilović (født 2. marts 1986) er en slovensk tidligere fodboldspiller.